# Humbert Ier de Viennois
Pour les articles homonymes, voir Viennois (homonymie), Humbert et Humbert Ier.
Humbert Ier, dit Humbert de la Tour du Pin, puis Humbert Ier de Viennois, né vers 1240 et mort en avril 1307, est un baron issu de la puissante maison des sires de la Tour. Il fut d'abord baron de la Tour et de Coligny avant de devenir, par mariage, dauphin de Viennois, comte d'Albon et comte de Vienne de 1282 à 1306.

## Biographie
Humbert de Viennois est le fils d'Albert III de La Tour-du-Pin (1180/85- après avril 1259) et de Béatrice de Coligny (1194/95- avant janvier 1241). Sa mère est la fille d'Hugues de Coligny, seigneur de Coligny-le-Neuf, et de Béatrice d'Albon, dauphine de Viennois.
Le 1er septembre 1273, il épouse Anne d'Albon (nommée aussi Anne de Viennois), décédée en 1302/1303, fille de Guigues VII du Viennois (1225-1269), dauphin de Viennois et de Béatrice de Faucigny (1234/1237-1310). 
Humbert devient ainsi dauphin, comte d'Albon et comte de Vienne en 1282, à la mort de son beau-frère Jean Ier et contribue à l'élargissement du Dauphiné en intégrant sa baronnie de La Tour, ce qui coupe les communications entre la Bresse et la Savoie, deux domaines du comte de Savoie. Ne pouvant tolérer cette nouvelle entrave, le comte Philippe Ier de Savoie entre en guerre ouverte avec son voisin en 1282. Cette guerre, comme la plupart des conflits médiévaux, n'est qu'une succession de chevauchées, terme consacré pour désigner des incursions en territoire ennemi destinées à ravager les récoltes et semer la terreur parmi les habitants.
Le 12 août 1283 à Vienne, le dauphin, en son nom et celui de son épouse Anne, reconnaît tenir en fief de l'archevêque Guillaume et du chapitre tout le comté de Vienne et d'Albon. Humbert promet d'être fidèle vassal et en prête serment tel l'hommage semblable rendu à l'archevêque Jean par le dauphin Guigues, père d'Anne.
Les mandements du Haut Grésivaudan sont touchés dès l'avènement d'Humbert par une succession de chevauchées savoyardes : Avalon est attaqué en août mais la défense héroïque d'une compagnie d'arbalétriers grenoblois empêche sa prise. Ce bourg frontalier est à nouveau attaqué à deux reprises dans la semaine précédant la Toussaint. Tous les moulins sont détruits. Cette même semaine, Bellecombe est attaqué. Enfin en décembre, Louis, second neveu du comte Philippe, accompagné de 48 cavaliers assiège sans succès le château de la Buissière et ne rentre qu'avec 6 prisonniers. Cette guerre s'achèvera en 1286 par le traité de Paris.
Il est à noter qu'il n'existe pas de traité de Paris référencé à cette date.
Cette même année le châtelain de Bellecombe, Aimeric de Briançon, est pressé par le comte de Savoie pour lui rendre hommage, ce qu'il fait. Cela signifie que le mandement de La Buissière et son château redeviennent la première ligne de défense du domaine delphinal sur la rive droite. Ne pouvant accepter cet empiétement sur ses terres, Humbert Ier propose un habile marché à Aimeric consistant à l'échange de son mandement de Bellecombe contre celui de Varces, ce qu'il accepte en 1289. Bellecombe devient ainsi définitivement Dauphinois, pour la plus grande fureur du comte de Savoie, Amédée le Grand.
Décidé à se venger, celui-ci attaque et détruit le bourg de Bellecombe, passant ses habitants au fil de l'épée. Poursuivant sa chevauchée en Grésivaudan, brûlant les granges et les maisons qu'il rencontre, il met le siège devant le château de La Terrasse défendu par le châtelain Hugues d'Arces. L'assaut dure une journée entière mais il échoue, laissant de nombreux soldats morts. Battant en retraite, il incendie Barraux et rase le donjon Dauphinois qui était construit à l'emplacement de l'actuel Fort Barraux. Ce dernier acte de vengeance le perdra, car le temps passé à la démolition du donjon est mis à profit par Humbert Ier qui, ayant réuni une petite armée de secours composée notamment de nobles et chevaliers de La Buissière, vient lui tendre une embuscade dans le bois de Servette entre Barraux et Chapareillan. Laissant passer l'avant garde savoyarde, il tombe sur le restant des troupes d'Amédée qu'il met en déroute, en tuant un grand nombre et faisant une multitude de prisonniers. 
En 1285, il reconnaît la suzeraineté du duc de Bourgogne sur le Revermont et s'engage à lui verser en quatre fois la somme de 20 000 livres. Il abandonne au comte de Savoie, Buenc (Hautecourt-Romanèche) et des terres situées dans le Grésivaudan et dans le Viennois.
Après une trêve en avril 1286, il reprend le conflit peu de temps après en mettant en place une nouvelle coalition avec l'évêque de Genève, Robert, son neveu, le comte de Genève, Amédée II contre le comte Amédée V de Savoie,,. Début 1287, le comte de Savoie effectue le siège du Château de l'Île de la ville de Genève et y établit sa cour,,. Un premier compromis après libération de prisonniers par Humbert de La Tour du Pin est signé en juillet 1287 entre Amédée, comte de Savoie et le dauphin Humbert, comte de Vienne et d'Albon et seigneur de la Tour, Amédée comte de Genève, Béatrix, dame de Faucigny, entre les mains de Guillaume, archevêque de Vienne, Perceval de Lavagna, chapelain du Pape, Édouard Ier roi d'Angleterre et Robert duc de Bourgogne. Le traité de paix est établi entre les belligérants à Annemasse le 18,,ou 20 novembre 1287. Le Dauphin doit rendre hommage au comte Amédée de Savoie pour la seigneurie de la Tour, ce à quoi il se refusait ; mais, par grâce, Amédée consent à ce que l'hommage n'ait pas lieu de son vivant et ceci sans préjudice pour ses successeurs,,. Cet accord, devant également traiter de la rupture de fidélité de vassaux limitrophes du Dauphiné et de la Savoie à Humbert, ce dernier ayant demandé l'intervention de cinq docteurs en droit de l'université de Bologne.
A Saint-Jean-de-Moirans, le 27 mai 1293 une paix est conclue : Amédée, comte de Savoie, réclamait du dauphin Humbert, comte de Vienne et d'Albon et seigneur de la Tour, hommage et fidélité pour la baronnie de la Tour et Coligny. Pour mettre fin à la guerre Béatrix, fille de Pierre, comte de Savoie et dame de Faucigny, en compensation de cet hommage, cède au comte de Savoie celui des châteaux de Faucigny, Bonneville, Monthoux, Allinge-le-Vieux, Châtelet-du-Crédoz, avec leurs mandements, et les fiefs de Châteaufort, de La Ravoire et Nernier. Amédée, satisfait, renonce à réclamer l'hommage de la baronnie de la Tour et Coligny, et promet de défendre le dauphin contre les prétentions de son frère Louis, seigneur de Vaud, et des enfants de Thomas de Savoie. Amédée stipule toutefois que si le fief de Faucigny était réclamé par le roi d'Allemagne ou l'Empereur, il rentrerait dans ses droits sur la baronnie de la Tour et Coligny.
Pour avoir entrepris des expéditions guerrières contre le comte de Savoie et avoir accablé ses sujets de péages abusifs, Humbert tombera sous le coup d'une triple excommunication. Ceci ne l'empêchera pas de finir sa vie à la chartreuse de Val Ste Marie en 1306 en laissant le pouvoir à son fils Jean.
Humbert de Viennois meurt soit le 12 avril, selon le site Foundation for Medieval Genealogy, soit  le 16 avril 1307, selon le Regeste dauphinois.

## Union et postérité
Humbert de Viennois épouse, le 31 août 1273, Anne d'Albon ou de Viennois, fille du dauphin de Viennois Guigues VII et de Béatrice de Faucigny. Ils eurent dix enfants :
- Jean II (1280-1319), dauphin de Viennois, ∞ Béatrice de Hongrie ;
- Hugues de La Tour du Pin († 1321), dit de Faucigny, baron de Faucigny, ∞ (1309 à Bonneville) Marie Catherine, fille du comte de Savoie Amédée V[21],[22] ;
- Guigues († 1319), seigneur de Montauban, ∞ Béatrice des Baux ;
- Alix (1280-1309), ∞ (1296) Jean Ier (1275-1333), comte de Forez ;
- Marie, ∞ Aymar de Poitiers, comte de Valentinois et de Diois ;
- Marguerite, ∞ (1303) avec Frédéric Ier de Saluces (†1336), marquis de Saluces ;
- Béatrice (1275-1347), ∞ (1312 ou 1302) Hugues Ier de Chalon-Arlay, (1288-1322), sire d'Arlay ;
- Henri (1296-1349), évêque de Metz ;
- Godefroy ( ° ca 1290), chevalier Hospitalier de Saint Jean, voire de Rhodes ;
- Catherine (†1337)[Note 1], ∞ (1312) Philippe de Savoie (1278-1334), comte de Piémont et prince d'Achaïe.